# Joe Cole (herec)
Joseph Michael Cole (28. listopadu 1988) je anglický herec. Mezi jeho nejpopulárnější role patří: Luke ve Skins, John Shelby v Gangy z Birminghamu, Marzin a Beck ve filmu Tajemství jejich očí, Billy Moore v A Prayer Before Dawn, Frank v epizodě Černé zrcadlo „Hang the DJ“, Sean Wallace z Gangs of London a Iver Iversen v Proti ledu.

## Raný život a vzdělání
Nejstarší z pěti chlapců, Joe Cole, se narodil 28. listopadu 1988 a vyrostl v Kingstonu v Londýně. Jeho mladším bratrem je herec Finn Cole, který si po jeho boku zahrál v seriálu Gangy z Birminghamu.
Navštěvoval střední školu Hollyfield v Surbitonu.

## Kariéra
Coleova herecká kariéra začala, když byl přijat do National Youth Theatre. Své první role získal v show ve West Endu v The Bill a Holby City a poté v School Season ve vyprodaném divadle Bush Theatre. V roce 2010 napsal komediální seriál s Mattem Lucasem.
Od roku 2013 do roku 2017 hrál postavu Johna Shelbyho v historickém kriminálním dramatu Gangy z Birminghamu. V roce 2017 si zahrál v epizodě 4. řady Charlieho Brookera v seriálu Černé zrcadlo, za což byl nominován na cenu BAFTA za nejlepšího herce.
Za roli Billyho Moora ve filmu A Prayer Before Dawn získal cenu nejlepšího herce na British Independent Film Awards 2018.

## Filmografie

### Film
| Rok  | Titul                             | Role              | Poznámky                          |
| ---- | --------------------------------- | ----------------- | --------------------------------- |
| 2010 | Assessment                        | Michael           | Krátký film                       |
| 2012 | Volume                            | Sam               | Krátký film                       |
| 2012 | Offender                          | Tommy             |                                   |
| 2012 | Teď a tady                        | Scott             |                                   |
| 2014 | Dlouhá cesta dolů                 | Chas              |                                   |
| 2014 | Facka                             | Connor            | Krátký film                       |
| 2014 | Ztrácení                          | Keneth Lamont     |                                   |
| 2014 | Peterman                          | Johny             |                                   |
| 2014 | Callow & sons                     |                   | Krátký film                       |
| 2015 | Green room                        | Reece             |                                   |
| 2015 | Pressure                          | Jones             |                                   |
| 2015 | Tajemství jejich očí              | Marzin / Beckwith |                                   |
| 2017 | Láska bez hranic                  | Gordon            | cena Tiantian za nejlepšího herce |
| 2017 | Woodshock                         | Nick              |                                   |
| 2017 | Děkuji za vaše služby             | Billy Waller      |                                   |
| 2018 | A prayer before dawn              | Billy Moore       | BIFA za nejlepšího herce          |
| 2019 | Krásný nový rok, Coline Bursteade | Ed                |                                   |
| 2020 | Jeden z těch dnů                  | Kyle Parson       |                                   |
| 2022 | Proti ledu                        | Iver Iversen      |                                   |
| 2024 | The Damned                        | Daniel            |                                   |

### Televize
| Rok               | Titul                        | Role          | Poznámka                                                                           |
| ----------------- | ---------------------------- | ------------- | ---------------------------------------------------------------------------------- |
| 2010              | The Bill                     | Leo Cooper    | 1 epizoda                                                                          |
| 2010              | Holby City                   | Shaun Jackson | 2 epizody                                                                          |
| 2010              | Stanley Park                 | Lee           | Televizní film                                                                     |
| 2011              | Pojďte se mnou létat         | Jordan        | 2 epizody                                                                          |
| 2011              | Injustice                    | Alan Stewart  | 4 epizody                                                                          |
| 2012              | Skins                        | Luke          | 2 epizody                                                                          |
| 2012              | Je to soda                   | Jack          | 1 epizoda                                                                          |
| 2012              | Hodinka                      | Trevor        | 3 epizody                                                                          |
| 2013              | Playhouse uvádí              | Stephen       | 1 epizoda                                                                          |
| 2013–2017         | Gangy z Birminghamu          | John Shelby   | Hlavní role, 20 epizod                                                             |
| 2017              | Černé zrcadlo                | Frank         | epizoda: "Hang the DJ" Nominace – BAFTA TV Award za nejlepšího herce v hlavní roli |
| 2019              | Pure                         | Charlie       | Hlavní role, 6 epizod                                                              |
| 2020 – současnost | Gangs of London              | Sean Wallace  | Hlavní role, 16 epizod                                                             |
| 2022              | Harry Palmer: Případ Ipcress | Harry Palmer  | Minisérie, 6 epizod                                                                |
| 2023              | Světlo naděje                | Jan Gies      | Minisérie, 8 epizod                                                                |